# Bistum Albara
Koordinaten: 35° 41′ 0″ N, 36° 32′ 0″ O
Das Bistum Albara war ein kurzlebiges lateinisches Bistum im heutigen al-Bara (Gouvernement Idlib, Nordwestsyrien). Die Stadt Albara wurde 1098 von den Kreuzfahrern erobert und an das Fürstentum Antiochia angeschlossen. Noch im selben Jahr wurde in der Stadt ein lateinischer Bischofssitz geschaffen. Er wurde dem ein paar Jahre später gegründeten lateinischen Erzbistum Apamea des Lateinischen Patriarchats von Antiochien untergeordnet. In den folgenden 50 Jahren wurde die Stadt mehrmals von den Muslimen erobert und von den Kreuzfahrern zurückerobert. 1148 wurde sie endgültig von den Muslimen eingenommen und der Bischofssitz ging wieder unter.

## Geschichte
Am 2. Juni 1098 hatte ein Kreuzfahrerheer Antiochia am Orontes erobert. Am 5. Juni 1098 rückte ein großes seldschukisches Heer heran, das nun die in der Stadt eingeschlossenen Kreuzfahrer belagerte. In der Schlacht am 28. Juni 1098 vor den Toren von Antiochia siegte das Kreuzfahrerheer. In den restlichen Monaten brachte das Kreuzfahrerheer auch die nähere und weitere Umgebung von Antiochia unter seine Kontrolle, darunter im Oktober 1098 auch Albara, das heutige al-Bara im Gouvernement Idlib (Nordwestsyrien). Raymond von Toulouse gründete noch 1098 das lateinische Bistum Albara, das dem Patriarchat von Antiochien zunächst direkt unterstellt wurde. In dieser Stadt hatte sich kein früherer orthodoxer Bischofssitz befunden. 1099 weihte der griechisch-orthodoxe Patriarch Johannes VII. Oxites den ersten Bischof von Albara, Peter von Narbonne. Peter von Narbonne wurde auch als weltlicher Herrscher von der einen Hälfte von Albara eingesetzt.
1104 wurde Albara kurzzeitig von den Muslimen erobert, Peter von Narbonne musste nach Antiochia am Orontes fliehen. Im Folgejahr wurde Albara aber wieder von den Kreuzfahrern eingenommen. 1110 wurde im 1106 eroberten, ca. 35 km südsüdwestlich liegenden Apamea am Orontes ein Erzbistum in der Tradition des frühchristlich-byzantinischen Metropolitansitzes Apamea errichtet. Peter von Narbonne wurde – nun aber vom neuen Lateinischen Patriarchen von Antiochia Bernhard von Valence – zum Erzbischof von Apamea geweiht. Peter von Narbonne wurde nun in der weiteren Folge der Geschichte wechselweise als Erzbischof von Albara oder Erzbischof von Apamea bezeichnet. Die beiden Bistümer Apamea und Albara wurden de facto vereinigt.
1119 fiel Albara erneut in die Hände der Muslime, 1122 wurde es wieder von den Kreuzfahrern zurückerobert. Da Peter von Narbonne Stadtherr einer Hälfte von Albara war, hielt er sich wohl hauptsächlich in Albara auf. Doch schon im Folgejahr 1123 wurde die Stadt von Balak ibn Bahram, dem Emir von Aleppo, überfallen. Peter von Narbonne wurde gefangen genommen, konnte später aber fliehen. Erst 1130 gelang die Rückeroberung Albaras durch die Kreuzfahrer. Zu diesem Zeitpunkt war Peter von Narbonne aber bereits verstorben. 1148 fiel Albara endgültig an die Muslime und der Bischofssitz ging wieder unter. 1152 wurde ein Erzbischof von Albara letztmalig in einer Urkunde genannt. Der Titel eines (Erz-)Bischofs von Albara wurde in der Folgezeit auch nicht mehr als Titulatur vergeben, vermutlich weil das Erzbistum Apamea und das Bistum Albara als ein Bistum betrachtet wurden und sich in Albara früher auch kein frühchristlich-byzantinischer Bischofssitz befand.
Apamea am Orontes wurde nur ein Jahr später, 1149, ebenfalls von den Muslimen erobert. In der weiteren Folge der Geschichte residierten die Erzbischöfe von Apamea in Antiochia am Orontes, da noch ein Teil der Erzdiözese in christlicher Hand war. Im späteren 12. Jahrhundert zerstörte ein Erdbeben die Stadt Albara; danach wurde die Stadt aufgegeben. Erst Anfang des 20. Jahrhunderts entstand östlich der Ruinenstadt wieder eine Siedlung.
1268 wurde Antiochia am Orontes von den Muslimen erobert und des Erzbistum Apamea ging nun endgültig unter. Der Titel eines Erzbischofs von Apamea in Syria wurde später aber weiter vergeben. In dessen Tradition steht das Titularerzbistum Apamea in Syria.

## Bischöfe
- 1098 bis 1110, 1123[4] Peter von Narbonne, 1099 vom griechisch-orthodoxen Patriarchen Johannes VII. Oxites geweiht, 1110 wurde Peter zusätzlich zu seinem Amt in al-Bara zum Erzbischof von Apamea ernannt
- 1142, 1144, 1152 NN[4]